# Símio-de-bondo
Os símios-de-bondo seriam macacos gigantes de existência não provada que habitariam a região de Bondo na República Democrática do Congo.
Durante vários séculos, houve relatos deste animal. Foram encontrados crânios de macacos gigantes na região de Bili. Foram classificados como pertencentes a uma nova subespécie de macaco pelo pesquisador Henri Shoutenden em 1927.
Karl Ammann, um fotógrafo suíço, partiu em 1934 para procurar evidências dos símios-de-bondo. Ele achou uma série de moradias de macacos no chão (um hábito dos gorilas) e também achou fezes no chão ricas em proteínas de frutas.[carece de fontes?] Através de análises de DNA a estes vestígios, cientistas concluíram que os animais eram chimpanzés. Acredita-se que os símios-de-bondo sejam uma subespécie resultante do cruzamento de chimpanzés e gorilas.
A existência dos símios-de-bondo ainda não foi provada. Supostamente, Karl Ammann conseguiu duas fotografias dos hábitos do animal.